# Charlie Murphy (actrice)
Pour les articles homonymes, voir Charlie Murphy et Murphy.
Charlotte « Charlie » Murphy, née le 30 novembre 1987 à Enniscorthy en Irlande, est une actrice de cinéma et de télévision irlandaise.

## Biographie
Native d'Enniscorthy en Irlande, Charlie Murphy et sa famille déménagent à Wexford lorsqu'elle a 12 ans.
Elle a été formée à la Gaiety School of Acting, école d'art dramatique d'Irlande.

## Carrière
Elle débute à la télévision en 2009 dans The Clinic. L'année suivante, elle joue dans Single-Handed et trouve un rôle plus important dans Love/Hate jusqu'en 2014.
En 2013, elle fait ses premiers pas au cinéma dans le film de Stephen Frears : Philomena, elle joue sur le petit écran dans Ripper Street et The Village.
L'année d'après, elle tourne aux côtés de Jack O'Connell dans '71 de Yann Demange et avec Tom Hopper, Ryan Kwanten et Ed Skrein dans Northmen : Les Derniers Vikings. Cette même année, elle retrouve de nouveau James Norton dans la série Happy Valley.
En 2015, elle joue dans la série historique The Last Kingdom.
En 2017, elle est présente dans la 4e saison de Peaky Blinders. L'année suivante, elle tourne sous la direction dans Martin Campbell dans The Foreigner.
En 2020, elle joue avec Emma Mackey dans le film The Winter Lake de Phil Sheerin. L'année d'après, elle tourne dans Creation Stories de Nick Moran.
En 2022, elle est présente dans l'adaptation en série du jeu vidéo homonyme Halo et elle reprend son rôle dans la 3e saison d'Happy Valley.

## Filmographie

### Cinéma

#### Longs métrages
- 2013 : Philomena de Stephen Frears : Kathleen
- 2014 : '71 de Yann Demange : Brigid
- 2014 : Northmen : Les Derniers Vikings (Northmen : A Viking Saga) de Claudio Fäh (en) : Inghean
- 2018 : The Foreigner de Martin Campbell : Maggie / Sara McKay
- 2019 : The Corrupted de Ron Scalpello : DS Gemma Connelly
- 2019 : Dark Lies the Island d'Ian Fitzgibbon : Sarah
- 2020 : The Winter Lake de Phil Sheerin : Elaine
- 2021 : Creation Stories de Nick Moran : Kate Holmes

#### Courts métrages
- 2013 : Small Time de Ged Murray : Lucy
- 2016 : Banshee Betty de Sam Brown : Banshee Betty

### Télévision

#### Séries télévisées
- 2009 : The Clinic : Natasha Halpin
- 2010 : Single-Handed : Mairead O'Sullivan
- 2010 - 2014 : Love/Hate : Siobhan Delaney
- 2012 : Misfits : Grace
- 2013 : Ripper Street : Evelyn Foley
- 2013 - 2014 : The Village : Martha Lane / Martha Allingham
- 2014 : Quirke : Deirdre Hunt
- 2014 / 2016 / 2022 : Happy Valley : Ann Gallagher
- 2015 : The Last Kingdom : Reine Iseult
- 2016 : Rebellion : Elizabeth Butler
- 2017 / 2019 : Peaky Blinders : Jessie Eden
- 2022-2024 : Halo : Makee
- 2023 : Obsession : Anna Barton (4 épisodes)

#### Téléfilms
- 2014 : The Young Victorians de WIZ Andrew John Whiston : Edie
- 2016 : La Vie des sœurs Brontë (To Walk Invisible : The Brontë Sisters) de Sally Wainwright : Anne Brontë